# Mietshaus Niederwaldstraße 37

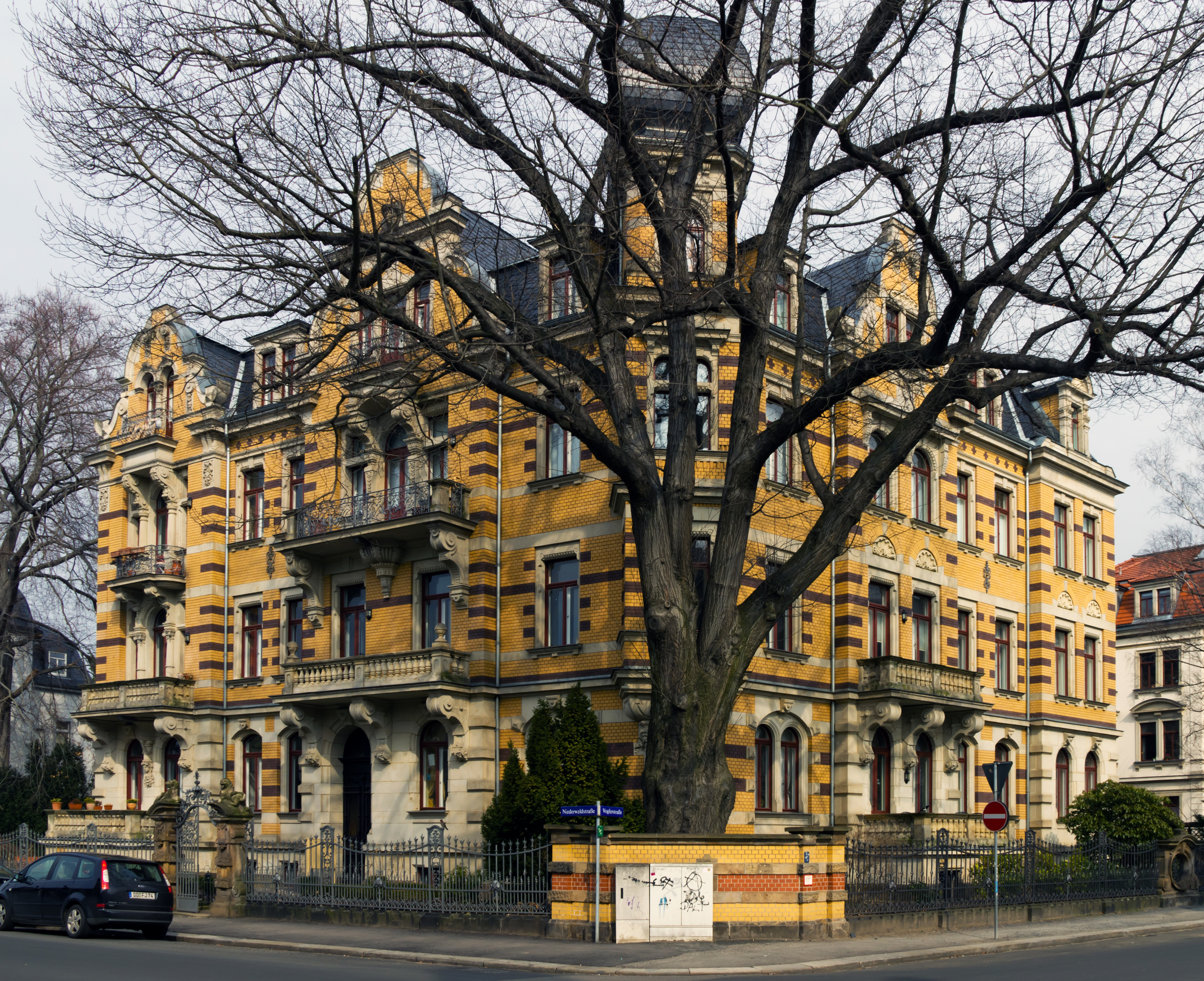
Mietshaus Niederwaldstraße 37 – links die Niederwaldstraße, rechts die Voglerstraße

Das auch als Löwenkopfpalais bezeichnete Mietshaus Niederwaldstraße 37 ist ein denkmalgeschütztes Gebäude in Dresden. Es wurde 1896/97 für Emil Röhner errichtet. Das luxuriöse Mehrfamilienhaus befindet sich inmitten einer großen Zahl ähnlicher freistehender Wohnhäuser in Dresden-Striesen. In diesem Areal zwischen Schandauer Straße und Blasewitz, aber auch südlich des Fetscherplatzes entstanden um die Wende vom 19. zum 20. Jahrhundert viele Hundert dieser sogenannten Kaffeemühlenhäuser oder „Dresdner Würfelhäuser“.

## Beschreibung

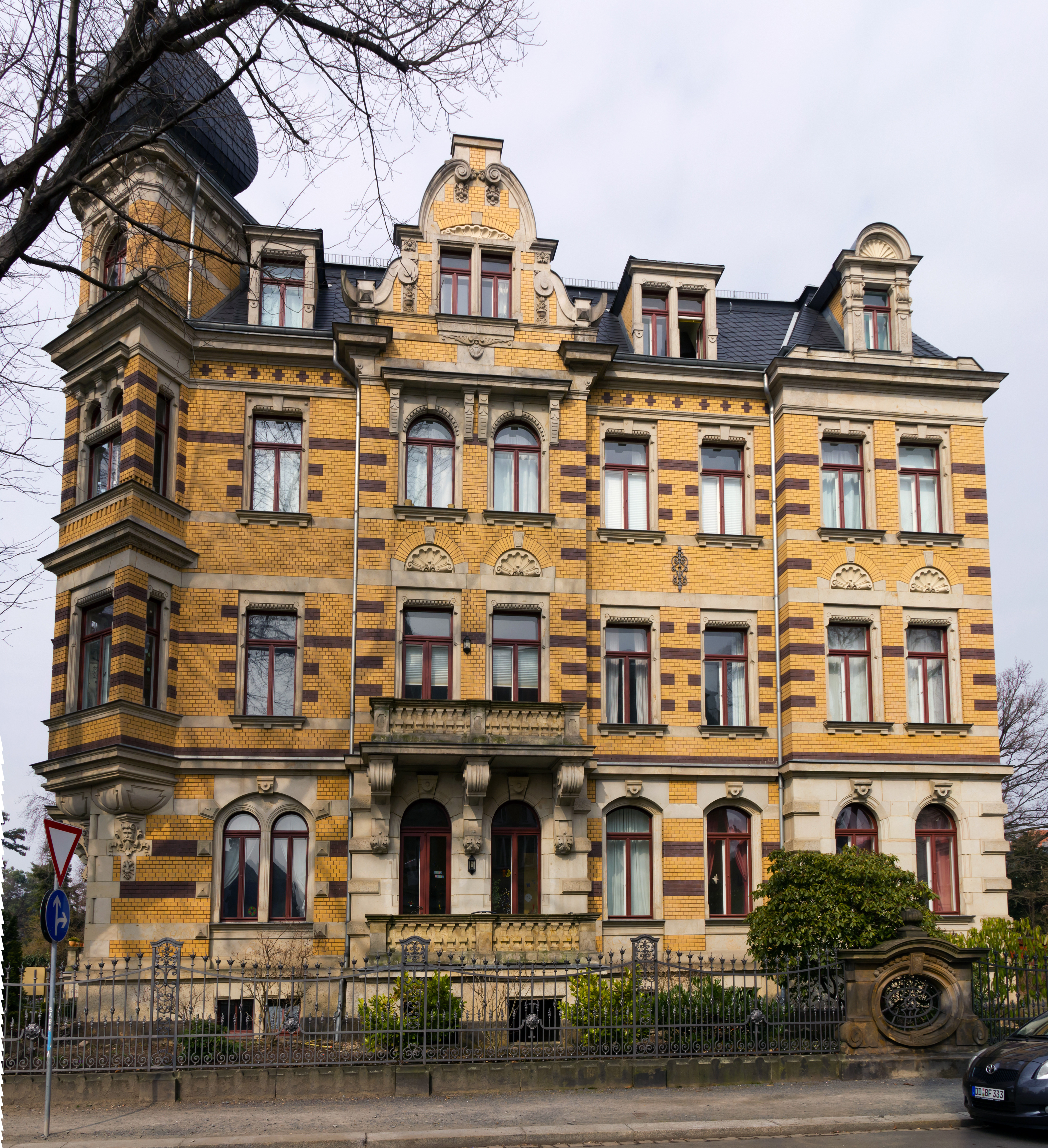
Fassade zur Voglerstraße

Das große dreigeschossige Haus mit teilweise ausgebautem Dachgeschoss befindet sich an der Ecke Niederwald- und Voglerstraße. Es hat einen dem Straßenverlauf folgenden, nicht ganz quadratischen Grundriss mit der Hauptschauseite zur Niederwaldstraße. Die Fassade aus gelbem und dunkelviolettem Backstein ist aufwändig dekoriert und gestaltet, weist zahlreiche Details wie unterschiedlich gestaltete Balkone, Giebel und Balustraden auf. Zur Straßenecke befindet sich ein abgewinkelter Erker, der von einer schiefergedeckten Haube bekrönt wird. Das auf der Haube ursprünglich vorhandene Türmchen fehlt mittlerweile, wie auch die Aufbauten an den Dachfassaden in Form von stilisierten Türmchen. Die Pfeiler des Tores sind aus Sandstein, auf ihnen ruht jeweils ein Löwe. 

### Innengestaltung
Die Innengestaltung ist ähnlich aufwendig. So gelangt man aus dem Entrée über einen Zwischenflur in das sehr geräumige, im Zentrum des Hauses gelegene Treppenhaus mit halbrund umlaufender Treppe auf grün lackierten Gusseisenstützen. In den Etagen sind die Wohnungen über – den Innenhof des Treppenhauses überblickende – Emporen zu erreichen. Die natürliche Beleuchtung des Treppenhauses erfolgt durch ein großes Oberlicht. Von der Treppe und den Emporen blickt man auf einen kleinen Springbrunnen mit lockerer Natursteinfassung im Erdgeschoss.
Entrée und Treppenhaus sind reich geschmückt. So befinden sich an den Wänden des Eingangsbereich über der Holzvertäfelung des Sockels üppig gerahmte Wandbilder. Die Bilder in der Mitte zeigen eine nur sehr leicht bekleidete junge Frau, die in einer Hängematte ruht und vor einem Wolkenhintergrund eine Blumengirlande schwingt. Sie ist umgeben von nackten Engelchen. Ein teilweise vergoldeter Stuckfries leitet über zur Decke, auf der eine geflügelte Allegorie des Friedens dargestellt ist. Auf ihrem Schriftband steht „Sei gegrüßt“. Das Treppenhaus wird dominiert von dem kleinen Brunnen in seiner Mitte, der von den die Treppen tragenden Eisensäulen umgeben ist. An der ihn nach hinten abschließenden Wand befindet sich das Bild eines vermutlich Neptun darstellenden Mannes in einer Uferlandschaft mit Schilf und Seerosen. Das Treppenhaus wird zudem von ornamentalen Bemalungen in Renaissance- und Rokokoformen geschmückt, das eiserne Treppengeländer wird in Blattranken aufgelöst.

### Restaurierung und Modernisierung 1999
Bei der denkmalgerechten Sanierung im Jahre 1999 wurden die Fassade gereinigt und fehlende Stellen aufwändig nachgearbeitet. In den Innenräumen waren die originalen Wandmalereien von bis zu fünf Farbschichten überlagert. Die Restauratoren mussten die Anstriche sorgfältig abbeizen, die Malereien reinigen und analysieren. Anschließend wurde eine Grundierung aus Schellack und Ölfarbe aufgebracht, um den mit Künstlerölfarbe ausgeführten Retuschen Halt zu geben. Der Anstrich wurde dann mit einem Schutzanstrich versiegelt. Die Holz- und Marmorimitationen im Treppenhaus wurden originalgetreu mit in Bier gelösten Pigmenten auf einem Grundanstrich angebracht. In Absprache mit dem Denkmalamt wurde auch moderne Haustechnik eingebaut, wie zum Beispiel ein Aufzug.

## Nutzung

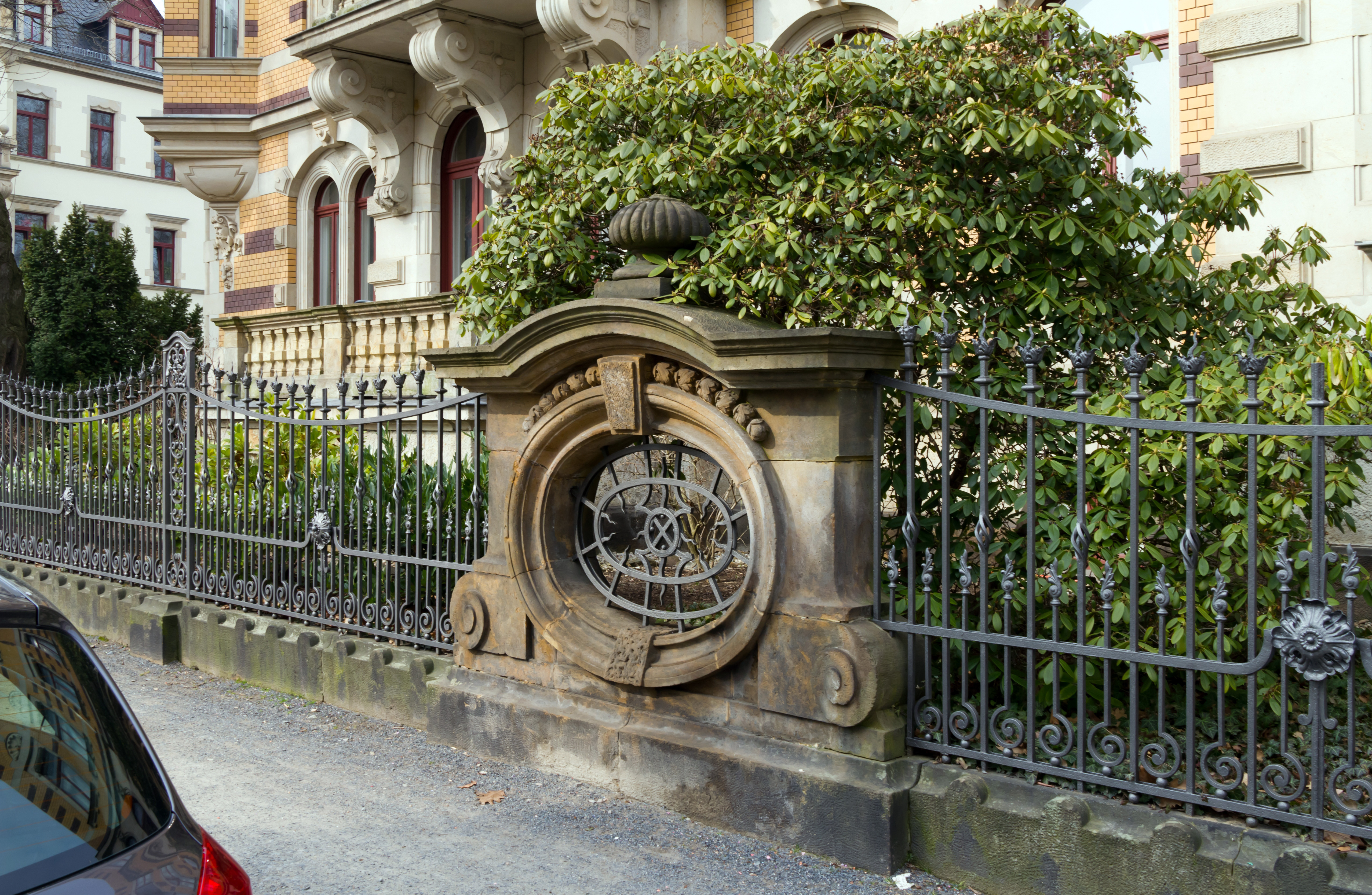
Zaun in der Voglerstraße

Eigentümer Emil Röhner, dessen Beruf im Adressbuch von 1899 als Sattler angegeben wird, bewohnte eine Wohnung in Parterre. Auf derselben Etage lebte auch der Privatier Alexander Heimbürger. In der Beletage hatte der Oberstleutnant a. D. von Stuckrad eine Wohnung gemietet. In den oberen Etagen gab es mehr Mietparteien, so ein Bankbeamter und ein Post-Assistent aber auch die Damen Marie und Thekla Platz, die gemeinsam im dritten Obergeschoss wohnten.
Laut Adressbuch von 1901 wohnte der Hauseigentümer Röhner inzwischen in Wachwitz, Herr Heimbürger hatte nun das Parterre für sich, während im Souterrain ein Sattlergehilfe lebte. Ansonsten hatte sich wenig geändert, im dritten Stock lebten neben den Damen Platz noch ein Musiker, der schon genannte Postassistent und ein Lehrer.
Auch in den Jahren danach wurde das Gebäude von einer gutbürgerlichen Klientel bewohnt. Zwar lebte im Souterrain meist ein Handwerker, die weiteren Mieter werden aber meist als „Privatier“ angegeben oder waren Kaufleute und Beamte. Für die Zeit nach dem Ersten Weltkrieg fällt auf, dass nun jeweils drei Mietparteien auch in den unteren Etagen lebten. So gehörte das Haus 1932 einem Oskar van Ausseloos und wurde verwaltet vom Polizeisekretär im Ruhestand Oskar Rämisch. Allerdings hatte sich an der Zusammensetzung der Mieter nicht sehr viel geändert. Neben einem Arbeiter im Kellergeschoss werden ein Doktor-Ingenieur, ein Kaufmann und ein Studienrat genannt – ob jeweils mit Familie oder alleinstehend geht aus den Adressbüchern nicht hervor. Im dritten Obergeschoss werden nun ein Postinspektor, ein Straßenbahnschaffner, ein Prokurist und ein Tischler genannt.

## Bilder

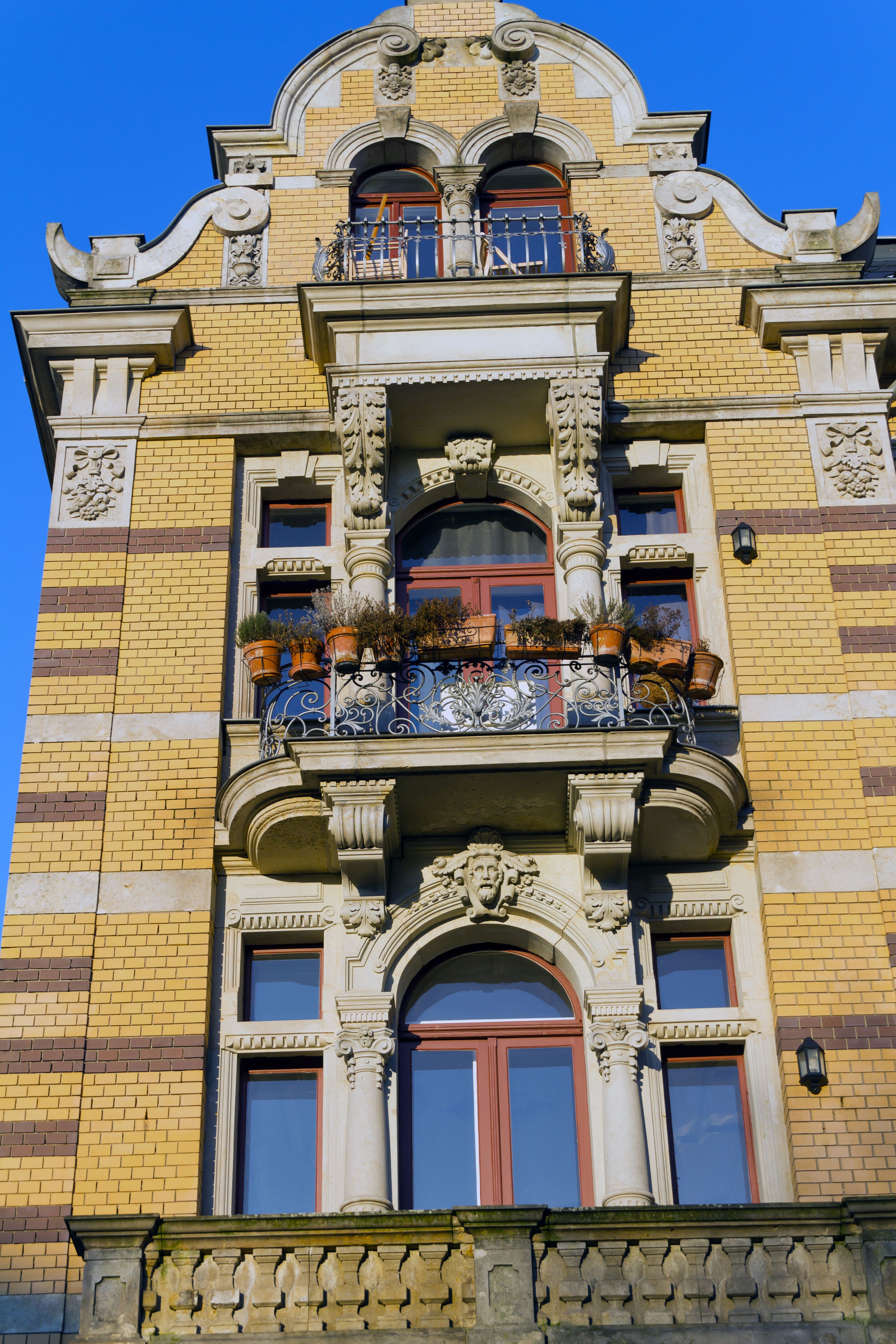
Westlicher Seitenrisalit
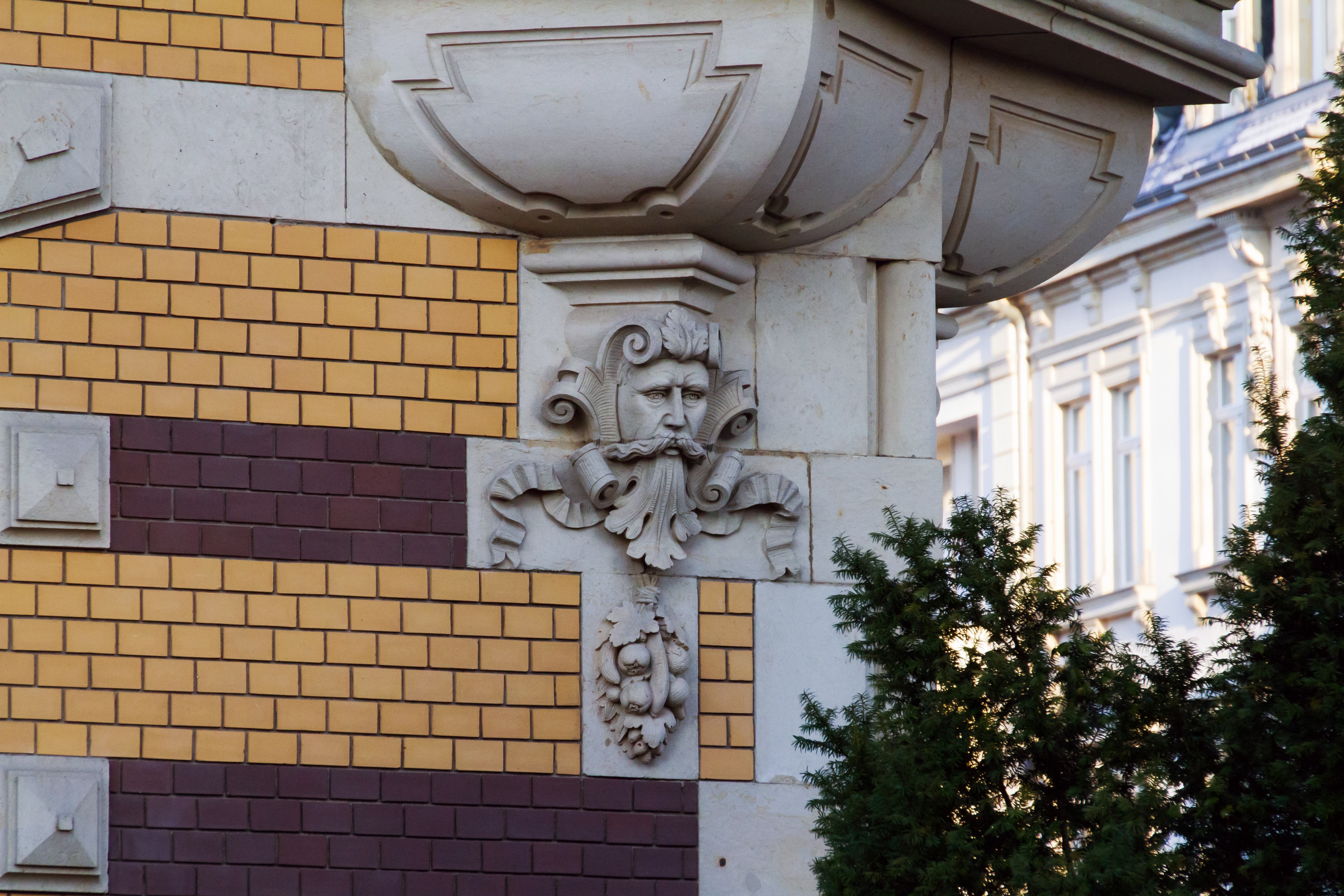
Detail des Erkers